# Šmelnský bublák
Šmelnský bublák je plemeno holuba domácího pocházející z Německa, ze Saska a Durynska. Vzhledem se podobá silnému holubovi skalnímu, je to tzv. holub polního typu. Jeho zvláštností je rozdvojený, případně až vidličnatý ocas, a hlasový projev, tzv. bublání. Je to vrkání přeměněné na dlouhotrvající zvuk připomínající vzdálené zurčení potoka, zvonění zvonů nebo bubnování. Tento rys je společný všem holubům bublákům. V seznamu plemen EE se řadí do plemenné skupiny bubláků a je zapsán pod číslem 0511.
Je to vzácné plemeno holuba, chované převážně pouze v Německu. Je to silný holub, použitelný i do užitkově-okrasného chovu. Oční duhovka je perlová, jen bílí holubi mají oči vikvové, tmavé. Křídla i ocas má šmelnský bublák dlouhé, s širokými pery. Ocas je tvořen nejméně 14 rýdovacími pery, obvykle jich bývá osmnáct a má tvar vidlice. Běháky jsou opeřené krátkým peřím, které dosahuje až po prsty ptáka a tvoří tak tzv. punčošky. Vyskytuje se jen v menším počtu barevných rázů, obvykle je celobarevný.
Podobným plemenem je německý vidličnatoocasý bublák, který má místo punčošek bohaté rousy.

## Galerie

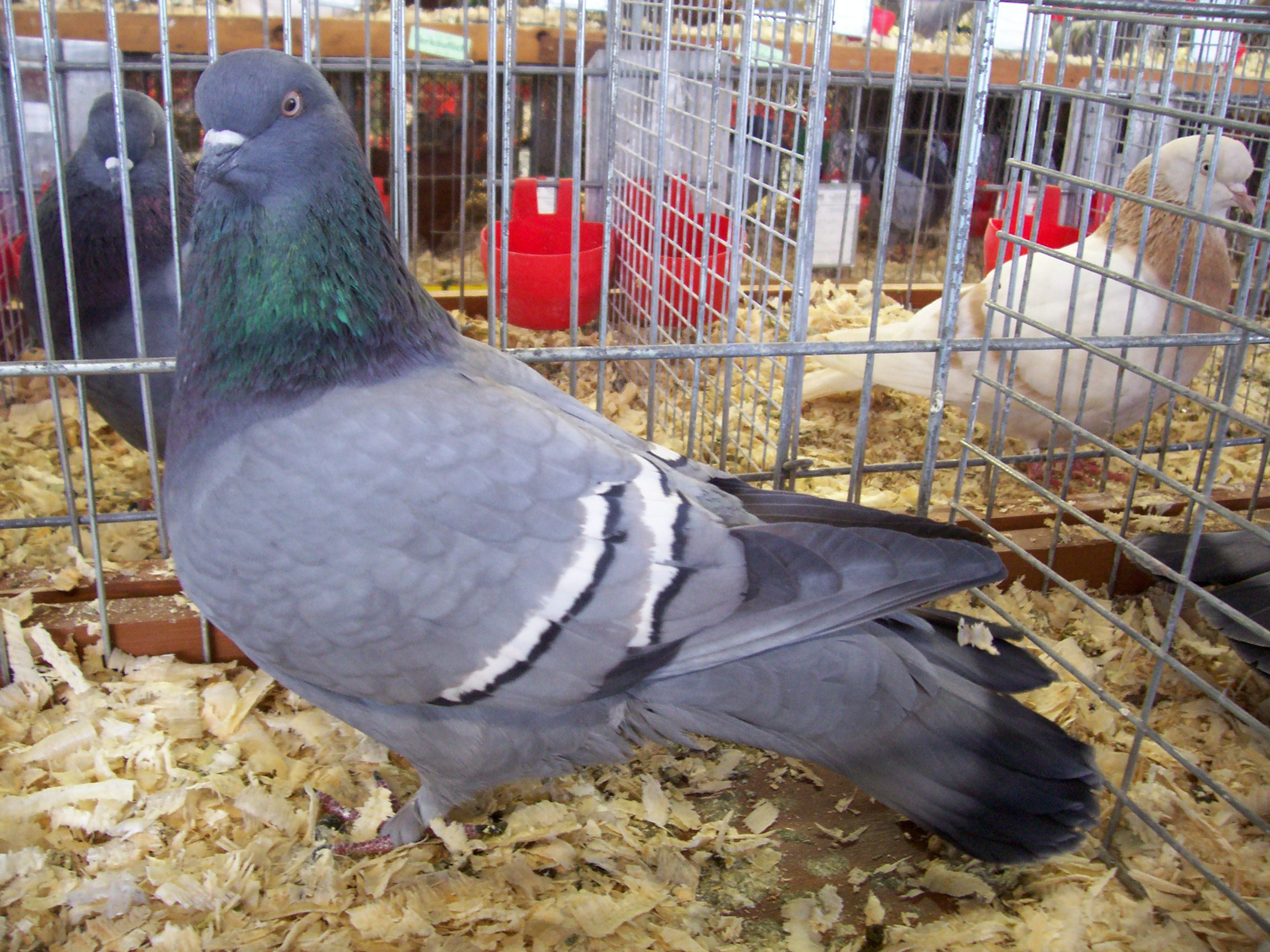
Šmelnský bublák modrý bělopruhý
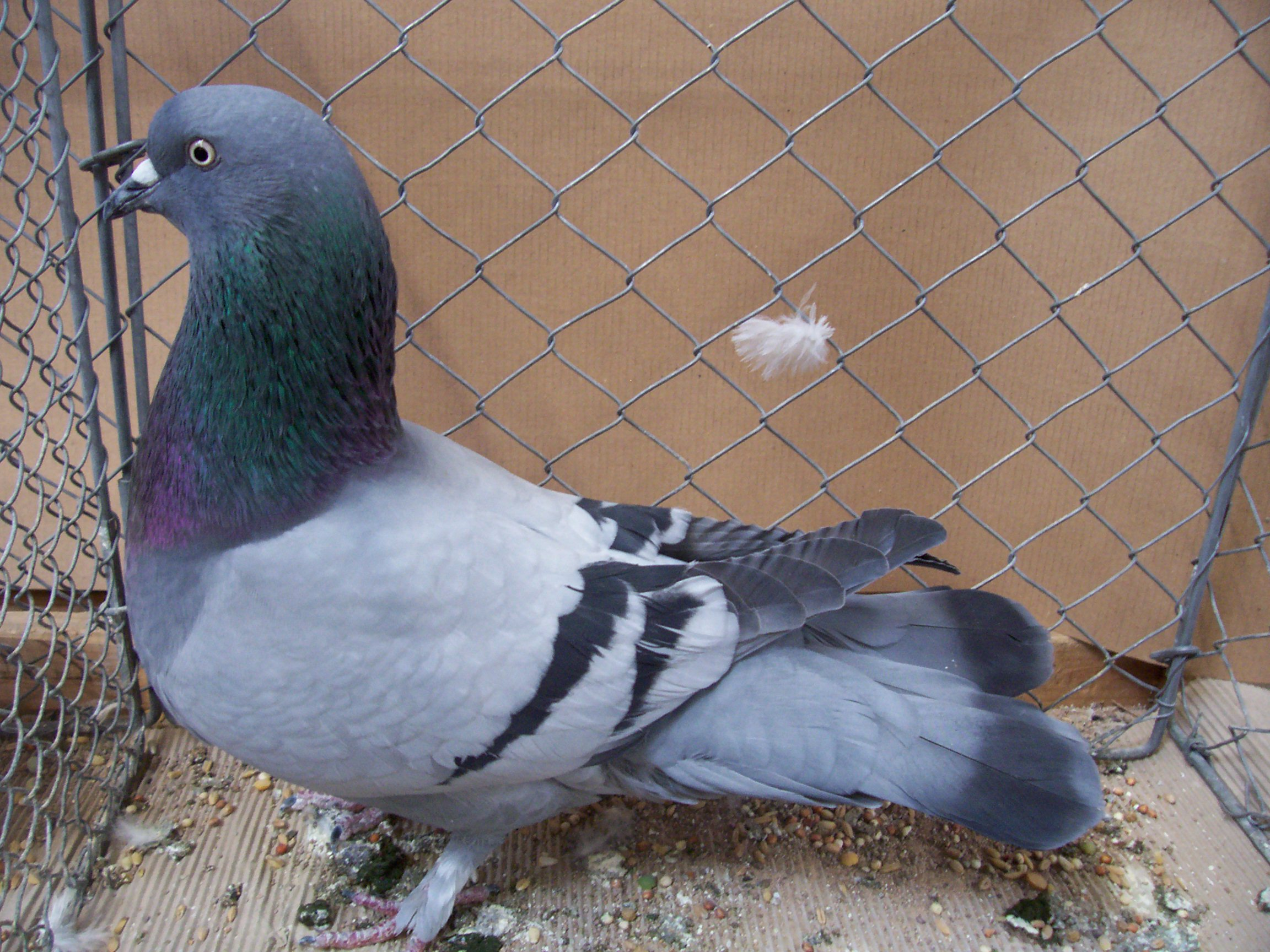
Šmelnský bublák modrý pruhový
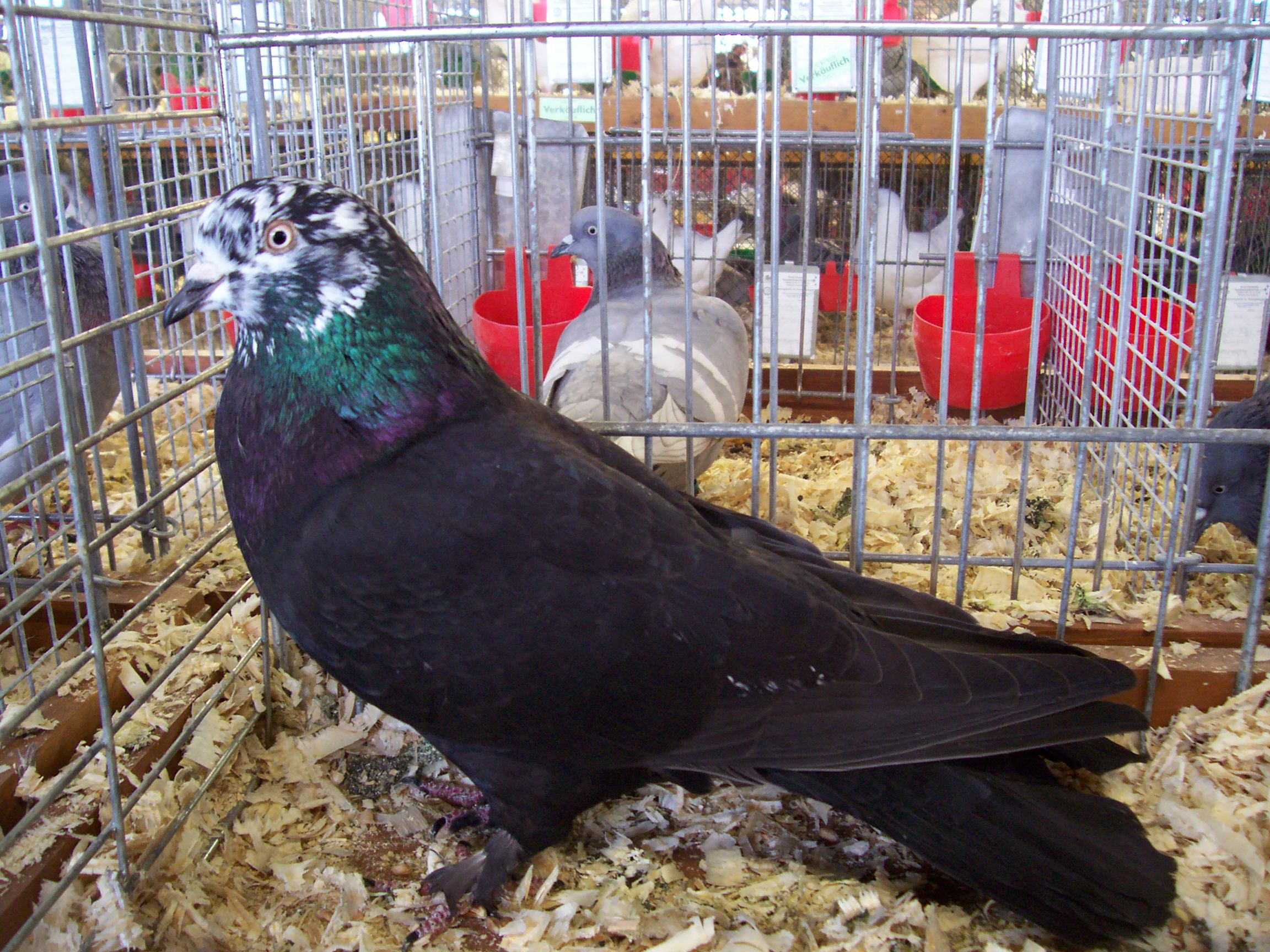
Šmelnský bublák černý tygr